# Parviterebra brazieri
Parviterebra brazieri é uma espécie de gastrópode do gênero Parviterebra, pertencente à família Columbellidae.